# Associazione Calcio Torino 1965-1966
Questa voce raccoglie le informazioni riguardanti l'Associazione Calcio Torino nelle competizioni ufficiali della stagione 1965-1966.

## Società
- Presidente:
  - Orfeo Pianelli
- Allenatore:
  - Nereo Rocco

- Medico sociale:
  - Cesare Cattaneo
- Massaggiatore:
  - Bruno Colla

## Rosa
| N. |                   | Ruolo | Calciatore        |
| -- | ----------------- | ----- | ----------------- |
|    | Italia (bandiera) | P     | Gianni Gennari    |
|    | Italia (bandiera) | P     | Lido Vieri        |
|    | Italia (bandiera) | D     | Angelo Cereser    |
|    | Italia (bandiera) | D     | Natalino Fossati  |
|    | Italia (bandiera) | D     | Fabrizio Poletti  |
|    | Italia (bandiera) | D     | Giorgio Puia      |
|    | Italia (bandiera) | D     | Roberto Rosato    |
|    | Italia (bandiera) | D     | Luciano Teneggi   |
|    | Italia (bandiera) | C     | Bruno Bolchi      |
|    | Italia (bandiera) | C     | Amilcare Ferretti |

| N. |                     | Ruolo | Calciatore                 |
| -- | ------------------- | ----- | -------------------------- |
|    | Italia (bandiera)   | C     | Giorgio Ferrini (capitano) |
|    | Italia (bandiera)   | C     | Giambattista Moschino      |
|    | Italia (bandiera)   | C     | Paolo Pestrin              |
|    | Italia (bandiera)   | A     | Enrico Albrigi             |
|    | Italia (bandiera)   | A     | Alberto Carelli            |
|    | Italia (bandiera)   | A     | Ulisse Gualtieri           |
|    | Italia (bandiera)   | A     | Luigi Meroni               |
|    | Italia (bandiera)   | A     | Alberto Orlando            |
|    | Germania (bandiera) | A     | Jürgen Schütz              |
|    | Italia (bandiera)   | A     | Luigi Simoni               |

## Calciomercato
| Acquisti | Acquisti         | Acquisti   | Acquisti      |
| R.       | Nome             | da         | Modalità      |
| -------- | ---------------- | ---------- | ------------- |
| P        | Gianni Gennari   | Casale     | definitivo    |
| C        | Aldo Agroppi     | Genoa      | fine prestito |
| C        | Bruno Bolchi     | Atalanta   | definitivo    |
| C        | Paolo Pestrin    | Padova     | definitivo    |
| A        | Ulisse Gualtieri | Modena     | definitivo    |
| A        | Alberto Orlando  | Fiorentina | definitivo    |
| A        | Jürgen Schütz    | Messina    | definitivo    |

| Cessioni | Cessioni            | Cessioni          | Cessioni      |
| R.       | Nome                | a                 | Modalità      |
| -------- | ------------------- | ----------------- | ------------- |
| P        | Adriano Reginato    | Lanerossi Vicenza | definitivo    |
| D        | Bruno Baiardo       | Casale            | definitivo    |
| D        | Luciano Buzzacchera | Padova            | definitivo    |
| D        | Umberto Depetrini   | Ternana           | prestito      |
| D        | Remo Lancioni       |                   | fine carriera |
| C        | Aldo Agroppi        | Ternana           | prestito      |
| C        | Giancarlo Cella     | Catania           | definitivo    |
| A        | Sergio Brighenti    |                   | fine carriera |
| A        | Carlo Crippa        | Palermo           | definitivo    |
| A        | Gerry Hitchens      | Atalanta          | definitivo    |

## Risultati

### Serie A

#### Girone di andata
| Arbitro: | Campanati (Milano) |

|             |           |            |
| Cristin 57’ | Marcatori | 84’ Simoni |

| Arbitro: | Carminati (Milano) |

|                       |           |                         |
| Meroni 18’ Simoni 78’ | Marcatori | 57’ D'Amato 74’ Ciccolo |

| Ferrara 19 settembre 1965, ore 15:30 UTC+1 3ª giornata | SPAL              | 0 – 0 | Torino | Stadio Comunale\| Arbitro: \| D'Agostini (Roma) \| |
| Arbitro:                                               | D'Agostini (Roma) |       |        |                                                    |

| Torino 26 settembre 1965, ore 15:30 UTC+1 4ª giornata | Torino             | 0 – 0 | Cagliari | Stadio Comunale (22.000 spett.)\| Arbitro: \| Marengo (Chiavari) \| |
| Arbitro:                                              | Marengo (Chiavari) |       |          |                                                                     |

| Arbitro: | Varazzani (Parma) |

|            |           |                    |
| Hamrin 13’ | Marcatori | 64’ (rig.) Poletti |

| Arbitro: | De Marchi (Pordenone) |

|                               |           |  |
| Poletti 35’ (rig.) Meroni 82’ | Marcatori |  |

| Arbitro: | Lo Bello (Siracusa) |

|                                                   |           |  |
| Rosato 15’ (aut.) Mazzola 42’, 63’ Domenghini 46’ | Marcatori |  |

| Arbitro: | Righi (Milano) |

|                              |           |  |
| Schütz 12’ Valadè 24’ (aut.) | Marcatori |  |

| Napoli 14 novembre 1965, ore 14:30 UTC+1 9ª giornata | Napoli           | 0 – 0 | Torino | Stadio San Paolo (74.308 spett.)\| Arbitro: \| Sbardella (Roma) \| |
| Arbitro:                                             | Sbardella (Roma) |       |        |                                                                    |

| Arbitro: | Roversi (Bologna) |

|                                  |           |  |
| Dell'Omodarme 38’ Menichelli 72’ | Marcatori |  |

| Arbitro: | Marchiori (Padova) |

|                               |           |  |
| Albrigi 9’ Poletti 69’ (rig.) | Marcatori |  |

| Arbitro: | Bernardis (Trieste) |

|               |           |  |
| Tamborini 26’ | Marcatori |  |

| Arbitro: | Sbardella (Roma) |

|                        |           |                                                 |
| Orlando 24’ Meroni 89’ | Marcatori | 31’ Furlanis 42’ Micelli 57’ Nielsen 67’ Haller |

| Arbitro: | Bernardis (Trieste) |

|  |           |            |
|  | Marcatori | 67’ Rivera |

| Vicenza 2 gennaio 1966, ore 14:30 UTC+1 15ª giornata | Lanerossi Vicenza | 0 – 0 | Torino | Stadio Romeo Menti\| Arbitro: \| Varazzani (Parma) \| |
| Arbitro:                                             | Varazzani (Parma) |       |        |                                                       |

| Arbitro: | Motta (Monza) |

|                                        |           |  |
| Simoni 25’, 60’ Orlando 51’ Rosato 68’ | Marcatori |  |

| Arbitro: | Pieroni (Roma) |

|                        |           |             |
| Meroni 40’ Orlando 69’ | Marcatori | 42’ Pesenti |

#### Girone di ritorno
| Arbitro: | Righi (Milano) |

|             |           |  |
| Orlando 77’ | Marcatori |  |

| Arbitro: | Motta (Monza) |

|          |           |  |
| Mari 17’ | Marcatori |  |

| Arbitro: | Barolo (Bassano del Grappa) |

|             |           |  |
| Ferrini 22’ | Marcatori |  |

| Arbitro: | Carminati (Milano) |

|                         |           |                 |
| Rizzo 15’, 45’ Riva 89’ | Marcatori | 70’, 74’ Meroni |

| Arbitro: | Campanati (Milano) |

|             |           |  |
| Orlando 14’ | Marcatori |  |

| Arbitro: | Bernardis (Trieste) |

|                                  |           |                    |
| L. Ossola 30’ (rig.) Volpato 90’ | Marcatori | 46’ (rig.) Poletti |

| Arbitro: | Monti (Ancona) |

|          |           |                           |
| Puia 83’ | Marcatori | 16’ Suárez 86’ Cappellini |

| Foggia 13 marzo 1966, ore 15:00 UTC+1 25ª giornata | Foggia & Incedit  | 0 – 0 | Torino | Stadio Pino Zaccheria (14.703 spett.)\| Arbitro: \| Gussoni (Tradate) \| |
| Arbitro:                                           | Gussoni (Tradate) |       |        |                                                                          |

| Arbitro: | Sbardella (Roma) |

|            |           |              |
| Schütz 68’ | Marcatori | 71’ Altafini |

| Torino 3 aprile 1966, ore 15:30 UTC+1 27ª giornata | Torino              | 0 – 0 | Juventus | Stadio Comunale (40.869 spett.)\| Arbitro: \| Francescon (Padova) \| |
| Arbitro:                                           | Francescon (Padova) |       |          |                                                                      |

| Arbitro: | De Marchi (Pordenone) |

|                                 |           |                   |
| De Paoli 40’ (rig.) Bianchi 73’ | Marcatori | 79’ (rig.) Meroni |

| Arbitro: | Lo Bello (Siracusa) |

|            |           |                 |
| Simoni 70’ | Marcatori | 65’ Francesconi |

| Arbitro: | Pieroni (Roma) |

|                        |           |  |
| Haller 28’ Vastola 77’ | Marcatori |  |

| Milano 1º maggio 1966, ore 16:00 UTC+1 31ª giornata | Milan               | 0 – 0 | Torino | Stadio San Siro (26.458 spett.)\| Arbitro: \| Francescon (Padova) \| |
| Arbitro:                                            | Francescon (Padova) |       |        |                                                                      |

| Arbitro: | D'Agostini (Roma) |

|            |           |                              |
| Schütz 66’ | Marcatori | 18’, 37’ Vinício 68’ Campana |

| Arbitro: | De Robbio (Torre Annunziata) |

|  |           |                      |
|  | Marcatori | 5’ Simoni 14’ Meroni |

| Bergamo 22 maggio 1966, ore 16:30 UTC+2 34ª giornata | Atalanta            | 0 – 0 | Torino | Stadio Comunale (14.962 spett.)\| Arbitro: \| Francescon (Padova) \| |
| Arbitro:                                             | Francescon (Padova) |       |        |                                                                      |

### Coppa Italia

#### Quarti di finale
| Arbitro: | Sbardella (Roma) |

|                              |                      |                                   |
| Marchioro Tribuzio Marchioro | Tiri di rigore 4 – 1 | Orlando Moschino Orlando Moschino |

### Coppa delle Fiere

#### Primo turno
| Arbitro: | Kitabjian |

|                         |           |             |
| Bremner 25’ Peacock 69’ | Marcatori | 78’ Orlando |

| Torino 6 ottobre 1965, ore 21:15 UTC+1 Gara di ritorno | Torino | 0 – 0 | Leeds Utd | Stadio Comunale (24.116 spett.)\| Arbitro: \| Roomer \| |
| Arbitro:                                               | Roomer |       |           |                                                         |

## Statistiche

### Statistiche di squadra
| Competizione      | Punti | In casa | In casa | In casa | In casa | In casa | In casa | In trasferta | In trasferta | In trasferta | In trasferta | In trasferta | In trasferta | Totale | Totale | Totale | Totale | Totale | Totale | DR |
| Competizione      | Punti | G       | V       | N       | P       | Gf      | Gs      | G            | V            | N            | P            | Gf           | Gs           | G      | V      | N      | P      | Gf     | Gs     | DR |
| ----------------- | ----- | ------- | ------- | ------- | ------- | ------- | ------- | ------------ | ------------ | ------------ | ------------ | ------------ | ------------ | ------ | ------ | ------ | ------ | ------ | ------ | -- |
| Serie A           | 31    | 17      | 8       | 5       | 4       | 23      | 15      | 17           | 1            | 8            | 8            | 8            | 19           | 34     | 9      | 13     | 12     | 31     | 34     | -3 |
| Coppa Italia      | -     | 0       | 0       | 0       | 0       | 0       | 0       | 1            | 0            | 1            | 0            | 0            | 0            | 1      | 0      | 1      | 0      | 0      | 0      | 0  |
| Coppa delle Fiere | -     | 1       | 0       | 1       | 0       | 0       | 0       | 1            | 0            | 0            | 1            | 1            | 2            | 2      | 0      | 1      | 1      | 1      | 2      | -1 |
| Totale            | -     | 18      | 8       | 6       | 4       | 23      | 15      | 19           | 1            | 9            | 9            | 9            | 21           | 37     | 9      | 15     | 13     | 32     | 36     | -4 |

### Statistiche dei giocatori
| Giocatore    | Serie A  | Serie A | Coppa Italia | Coppa Italia | Coppa delle Fiere | Coppa delle Fiere | Totale   | Totale |
| Giocatore    | Presenze | Reti    | Presenze     | Reti         | Presenze          | Reti              | Presenze | Reti   |
| ------------ | -------- | ------- | ------------ | ------------ | ----------------- | ----------------- | -------- | ------ |
| E. Albrigi   | 1        | 1       | 0            | 0            | 0                 | 0                 | 1        | 1      |
| B. Bolchi    | 23       | 0       | 0            | 0            | 1                 | 0                 | 24       | 0      |
| A. Carelli   | 1        | 0       | 1            | 0            | 0                 | 0                 | 2        | 0      |
| A. Cereser   | 16       | 0       | 1            | 0            | 0                 | 0                 | 17       | 0      |
| A. Ferretti  | 14       | 0       | 1            | 0            | 2                 | 0                 | 17       | 0      |
| G. Ferrini   | 28       | 1       | 0            | 0            | 1                 | 0                 | 29       | 1      |
| N. Fossati   | 24       | 0       | 1            | 0            | 2                 | 0                 | 27       | 0      |
| U. Gualtieri | 3        | 0       | 0            | 0            | 0                 | 0                 | 3        | 0      |
| L. Meroni    | 34       | 8       | 0            | 0            | 1                 | 0                 | 35       | 8      |
| G. Moschino  | 29       | 0       | 1            | 0            | 0                 | 0                 | 30       | 0      |
| A. Orlando   | 25       | 5       | 1            | 0            | 2                 | 1                 | 28       | 6      |
| P. Pestrin   | 6        | 0       | 1            | 0            | 2                 | 0                 | 9        | 0      |
| F. Poletti   | 33       | 4       | 0            | 0            | 2                 | 0                 | 35       | 4      |
| G. Puia      | 34       | 1       | 1            | 0            | 2                 | 0                 | 37       | 1      |
| R. Rosato    | 29       | 1       | 1            | 0            | 1                 | 0                 | 31       | 1      |
| J. Schütz    | 14       | 3       | 1            | 0            | 1                 | 0                 | 16       | 3      |
| L. Simoni    | 26       | 6       | 0            | 0            | 2                 | 0                 | 28       | 6      |
| L. Teneggi   | 0        | 0       | 0            | 0            | 1                 | 0                 | 1        | 0      |
| L. Vieri     | 34       | -34     | 1            | -0           | 2                 | -2                | 37       | -36    |

## Giovanili

### Piazzamenti
- Primavera:
  - Campionato:[3]